# KBDD
Koordinaten: 37° 22′ 56″ N, 96° 57′ 20″ W
KBDD ist ein UKW-Rundfunksender (FM-Station) in Winfield, Kansas in den USA. Das Programm wird auf der Frequenz 91,9 MHz ausgestrahlt. 
Das Programm befasst sich mit religiösen Themen der Firma 'Jimmy Swaggart Ministries', 'Family Worship Center Church Inc.' Jimmy Swaggart ist auch als Fernsehprediger bekannt. Weitere dem Firmenkomplex angehörende Stationen sind KNRB auf 100,1 MHz (sendet mit 50 kW) und Power Praise 88,5 FM in Baton Rouge, Louisiana. 
Das von 'Jimmy Swaggart Ministries' betriebene 'SonLife Radio Network' betreibt nach eigener Angabe über 70 Rundfunkstationen, mit einer Abdeckung von über 5000 Städten und Gemeinden, sowohl innerhalb der USA als auch im Internet.